# Ернст Фридрих фон Залм-Райфершайт
Ернст Фридрих фон Залм-Райфершайт (на немски: Ernst Friedrich zu Salm-Reifferscheidt; * 29 май 1583; † 13 септември 1639, замък Дик, Северен Рейн-Вестфалия) е граф и алтграф на Залм-Райфершайт.

## Живот
Той е четвъртият син на граф Вернер фон Залм-Райфершайт (1545 – 1629), господар на Райфершайт, Дик, Алфтер, издигнат преа 1628 г. на алтграф на Залм-Райфершайт, и съпругата му графиня Анна Мария фон Лимбург (ок. 1543 – 1637), дъщеря на граф Георг фон Лимбург-Щирум (1500 – 1552) и графиня Ирмгард фон Виш (1520 – 1587).
Брат е на Йохан Христоф (1573 – убит 1600), Херман Адолф (1575 – 1637), генерал-администратор на епископство Страсбург, Вилхелм Салентин (1580 – убит 1634), Елизабет (1571 – 1616) – омъжена ок. 1600 г. за граф Филип Франц фон Даун-Фалкенщайн († 1616).
Ернст Фридрих се жени на 12 юни 1616 г. за графиня Мария Урсула фон Лайнинген-Дагсбург-Фалкенбург (* 1584/1590; † 6 (16) август 1649), вдовица на граф Арнолд II фон Мандершайд-Бланкенхайм (1546 – 1614), дъщеря на граф Емих XI фон Лайнинген-Дагсбург-Фалкенбург (1540 – 1593) и Урсула фон Флекенщайн (1553 – 1595).
Ернст Фридрих умира на 13 септември 1639 г. в замък Дик на 56 години и е погребан там.

## Деца
Ернст Фридрих и Мария Урсула имат децата:
- Ерих Адолф (1619 – 1678), алтграф на Залм-Райфершайт в Бедбург, женен I. на 27 април 1646 г. в Ротенбург за ландграфиня Магдалена фон Хесен-Касел (1611 – 1671), II. на 24 юни 1671 г. за графиня Ернестина Барбара фон Льовенщайн-Вертхайм-Рошефорт (1654 – 1698)
- Мария София (1620 – 1674), абатиса в Елтен
- Ернст Салентин (1621 – 1684), алтграф на Залм-Райфершайт в Дик, женен на 16 януари 1656 г. в Борбецк за графиня Клара Магдалена фон Мандершайд (1636 – 1692)
- Анна Салома (1622 – 1688), абатиса в Есен (1646 – 1688)
- Сидония Елизабет (1623 – 1686), омъжена на 27 октомври 1640 г. в Кьолн за княз Хартман фон Лихтенщайн (1613 – 1686)
- Анна Катарина (1624 – 1691), омъжена на 3 март 1647 г. за граф Йохан IV фон Ритберг (1618 – 1660)
- Фердинанд Албрехт (1628 – 1688), каноник в Лиеж и Кьолн